# Redoxcycling
Von Redoxcycling spricht man, wenn ein Molekül einen Zyklus erhöhter und wieder erniedrigter Oxidationsstufen durchläuft, vor allem wenn der Vorgang innerhalb lebender Zellen abläuft. Redoxcycling kann enzymatisch oder nichtenzymatisch ablaufen. So hängt beispielsweise die Toxizität von Chinonderivaten, darunter chemotherapeutisch wirksame Substanzen, wie Doxorubicin oder Mitomycin C mit Redoxcycling zusammen.
Während dieses Prozesses werden die korrespondierenden Semichinone gebildet und bei der darauffolgenden Rückbildung des Chinonsystems  durch Reaktion mit molekularem Sauerstoff,  reaktive Sauerstoffspezies gebildet (Sartorelli, 1982; Kappus, 1986; Merk und Jugert, 1991). Solch ein Redoxcycling kann dazu führen, dass die Entgiftungskapazität der Zelle für toxische Sauerstoffspezies überschritten und die Zelle geschädigt wird.